# Căn bậc hai của 5

Chia các tam giác thành tam giác nhỏ.

Căn bậc hai của 5, hoặc (1/2) thứ luỹ thừa của 5, được viết trong toán học là √5 hoặc 51⁄2, là số dương, khi nhân với chính nó ta được kết quả là 5. Chính xác hơn, nó được gọi là căn bậc hai số học của 5, để phân biệt nó với số âm là - √5
 với cùng một thuộc tính. Số này được biễu diễn trong biểu thức phân số cho tỷ lệ vàng.

Cạnh √5/2 là đường chéo của một nửa vuông là cơ sở xây dựng hình học để tạo thành một hình chữ nhật vàng..

Nó là một số vô tỉ. Sáu mươi chữ số phần thập phân của √5 là:
2.23606797749978969640917366873127623544061835961152572427089… (dãy số A002163 trong bảng OEIS).
có thể được làm tròn thành 2,236 với độ chính xác là 99,99%. Xấp xỉ 161/72 (≈ 2.23611) có thể được sử dụng để thay cho căn bậc hai của 5. Mặc dù chỉ có mẫu số là 72, nhưng nó gần với giá trị chính xác ít hơn 1/10,000 (khoảng 4.3 × 10 −5). Tính đến tháng 12 năm 2013, số chữ số của phần thập phân đã được tính đến ít nhất mười tỷ chữ số.

## Phân số liên tục
Căn bậc hai của 5 có thể được biểu diễn dưới dạng phân số liên tục:
{\displaystyle [2;4,4,4,4,4,\ldots ]=2+{\cfrac {1}{4+{\cfrac {1}{4+{\cfrac {1}{4+{\cfrac {1}{4+\ddots }}}}}}}}.} (dãy số A040002 trong bảng OEIS)

## Biểu thức
Các biểu thức lồng nhau được lồng nhau dưới đây có kết quả cuối cùng là √5.
{\displaystyle {\begin{aligned}{\sqrt {5}}&=3-10\left({\frac {1}{5}}+\left({\frac {1}{5}}+\left({\frac {1}{5}}+\left({\frac {1}{5}}+\cdots \right)^{2}\right)^{2}\right)^{2}\right)^{2}\\&={\frac {9}{4}}-4\left({\frac {1}{16}}-\left({\frac {1}{16}}-\left({\frac {1}{16}}-\left({\frac {1}{16}}-\cdots \right)^{2}\right)^{2}\right)^{2}\right)^{2}\\&={\frac {9}{4}}-5\left({\frac {1}{20}}+\left({\frac {1}{20}}+\left({\frac {1}{20}}+\left({\frac {1}{20}}+\cdots \right)^{2}\right)^{2}\right)^{2}\right)^{2}\end{aligned}}}